# Кожевино
Кожевино — село в Петровском районе Саратовской области России. Входит в состав Берёзовского муниципального образования.

## География
Село находится в центральной части района, в 20 км юго-западнее от города Петровск и в 110 км от областного центра Саратова, на правом берегу реки Медведица.

### Уличная сеть
В селе несколько улиц:
- Улица Дёмина,

- Молодёжная улица,

- Набережная улица,

- Первомайская улица,

- Рабочая улица.

## Население
Согласно данным переписи на 2010 год в селе проживало 660 человек, из них 319 мужчин и 341 женщина.
| 2002 | 2010 |
| ---- | ---- |
| 724  | ↘660 |

## Известные люди
- Николай Александрович Дёмин — лейтенант Рабоче-крестьянской Красной Армии, участник Великой Отечественной войны, Герой Советского Союза.
- Остроухова Антонина Владимировна — Герой Социалистического Труда.

## Топоним
Названо вероятнее всего по фамилии Кожевников, основатель села.
Кожевино в Епархиальном справочнике 1912 года — как Кожевина.

## История
Считается, что было основано как и ряд сел Петровского уезда Саратовской губернии, государственными крестьянами в 1780 году.
Кожевино ровесник Петровскому уезду, который также был образован в 1780 г в составе Саратовского наместничества.
С 18 января 1935 года входило в состав Жерновского района с центром в с. Б.Березовка Саратовского края (с 1936 года — в Саратовской области).

Деревня Кожевина (Кожевино) — была приписная к с. Андриановское (Грязнуха).
В 1959 году Жерновский район был упразднён, а его территория вошла в состав Петровского района.

## Инфраструктура
На территории села работают школа, дом культуры, библиотека, почтовое отделение, медпункт, магазины, СПК «Нива» и три фермерских хозяйства.

## Транспорт
Село расположено вблизи к автодороге Саратов — Нижний Новгород.